# Beznau
Beznau est un lieu-dit de la commune de Döttingen, dans le canton d’Argovie, en Suisse. Le nom désigne aujourd’hui spécifiquement une île artificielle de l’Aar, circonscrite par le cours historique de la rivière et un canal. Sur l’île sont installés une centrale hydroélectrique (de) (en service depuis 1902), une centrale nucléaire (en service depuis 1969), ainsi qu’un poste électrique de 380 kV, exploités par Axpo.
Avant la construction des centrales, le site était occupé par un hameau éponyme et une zone agricole.

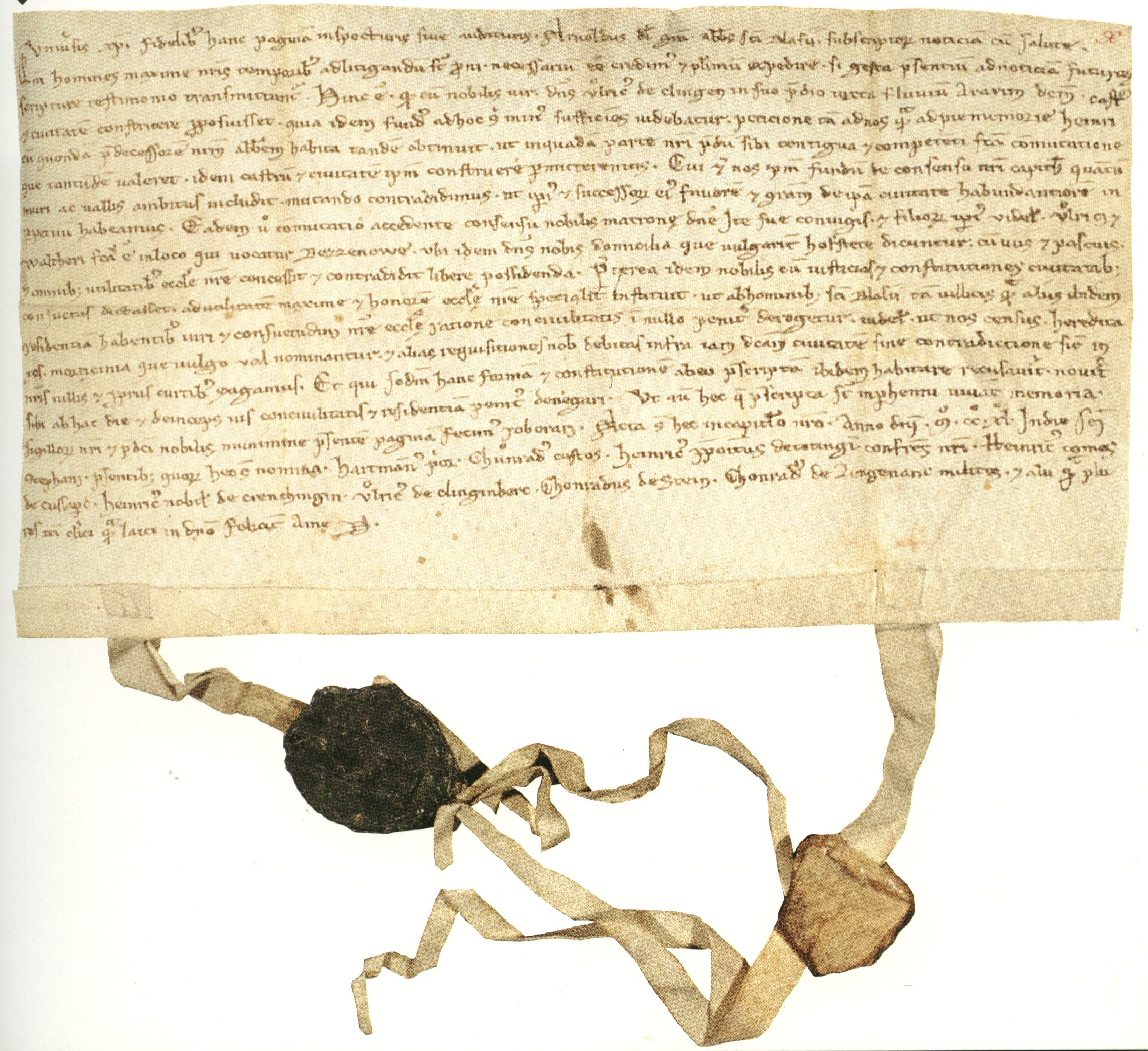
Contrat d’échange entre l’abbaye Saint-Blaise et le baron Ulrich von Klingen au sujet de Beznau et de la colline où se trouve aujourd’hui Klingnau, daté de décembre 1239.
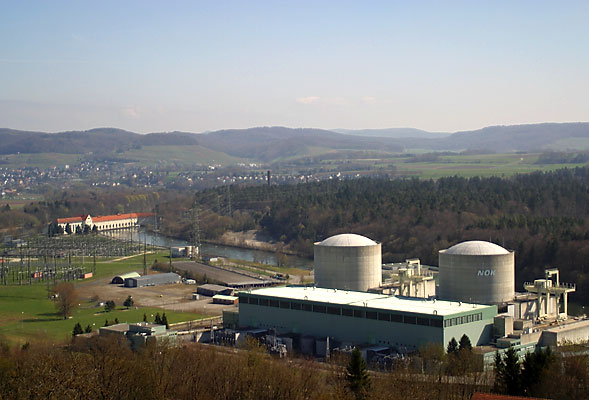
La centrale nucléaire (en avant-plan) et la centrale hydroélectrique (en arrière-plan, sur la gauche) vues depuis Böttstein.
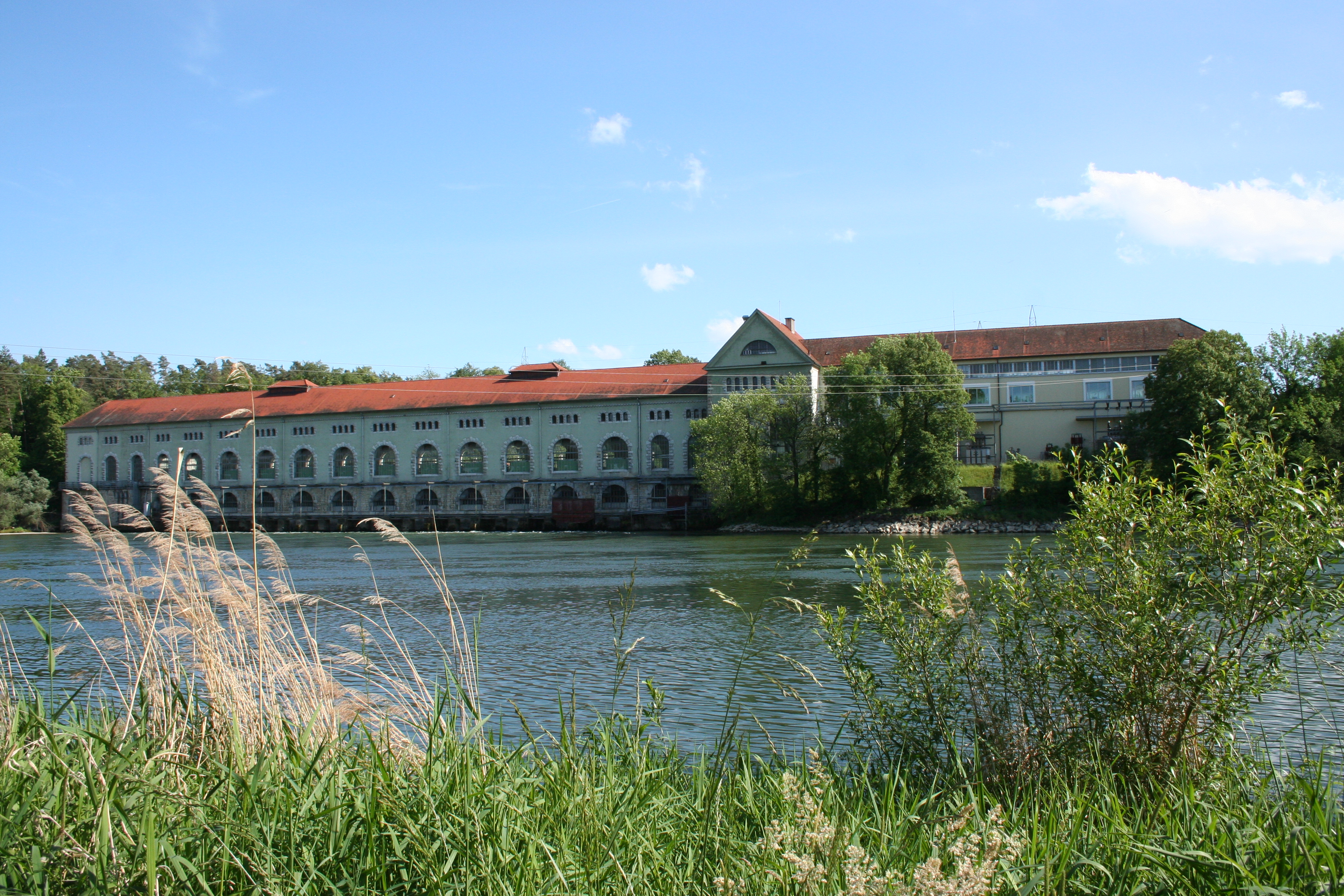
La centrale hydroélectrique de Beznau.
Vue aérienne (1970)